# Communauté de communes des Sources de la Creuse
La communauté de communes des Sources de la Creuse est une ancienne communauté de communes française, située dans l'arrondissement d'Aubusson, dans le département de la Creuse et la région Nouvelle-Aquitaine. Bien que ne faisant pas partie du département de la Corrèze, elle disparaît au 1er janvier 2017 en fusionnant avec d'autres intercommunalités pour former la nouvelle Haute-Corrèze Communauté.

## Composition
Elle regroupe 13 communes : 
| Nom                       | Code Insee | Gentilé         | Superficie (km2) | Population (dernière pop. légale) | Densité (hab./km2) |
| ------------------------- | ---------- | --------------- | ---------------- | --------------------------------- | ------------------ |
| La Courtine (siège)       | 23067      | Courtinois      | 41,42            | 680 (2014)                        | 16                 |
| Beissat                   | 23019      | Beissatois      | 14,49            | 28 (2014)                         | 1,9                |
| Clairavaux                | 23063      | Clairavalois    | 27,55            | 154 (2014)                        | 5,6                |
| Croze                     | 23071      | Crozois         | 22,16            | 215 (2014)                        | 9,7                |
| Gioux                     | 23091      |                 | 37,42            | 176 (2014)                        | 4,7                |
| Féniers                   | 23080      | Féniers         | 14,33            | 92 (2014)                         | 6,4                |
| Magnat-l'Étrange          | 23115      | Magnatois       | 25,87            | 221 (2014)                        | 8,5                |
| Malleret                  | 23119      | Malleretois     | 11,80            | 43 (2014)                         | 3,6                |
| Le Mas-d'Artige           | 23125      | Mas-d'Artigeois | 16,21            | 106 (2014)                        | 6,5                |
| Poussanges                | 23158      | Poussangeois    | 23,35            | 143 (2014)                        | 6,1                |
| Saint-Martial-le-Vieux    | 23215      |                 | 22,22            | 134 (2014)                        | 6                  |
| Saint-Merd-la-Breuille    | 23221      | Méardiens       | 40,19            | 188 (2014)                        | 4,7                |
| Saint-Oradoux-de-Chirouze | 23224      |                 | 28,58            | 71 (2014)                         | 2,5                |